# 费耶特 (犹他州)
费耶特（英文：Fayette），是美国犹他州桑皮特县下属的一座城市。建市于 1861年，面积大约为0.42平方英里（1.1平方公里），海拔约为5,052英尺（1,540米）。根据2010年美国人口普查，该市有人口242人。